# Bajrakitiyabha

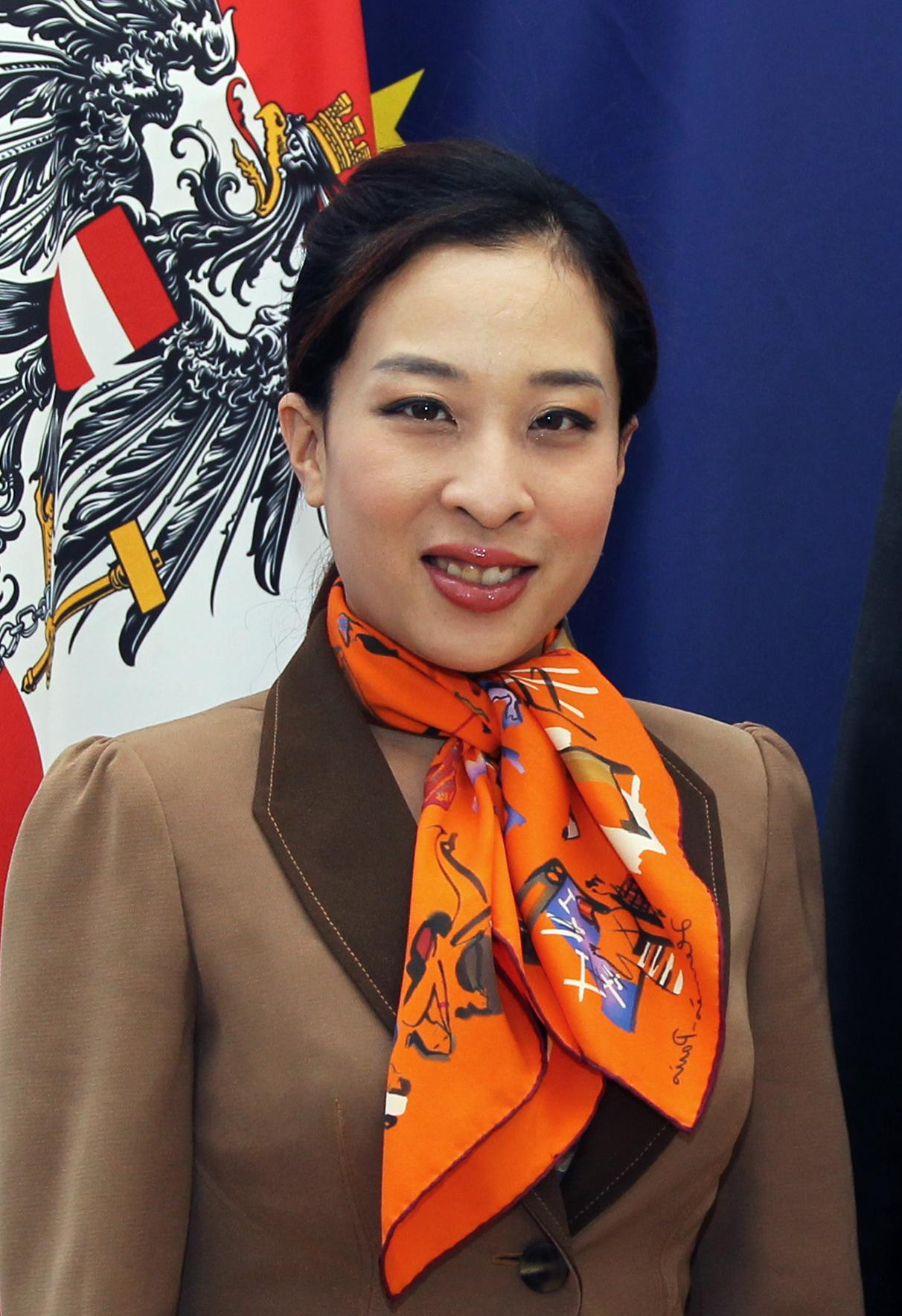
Prinzessin Bajrakitiyabha im österreichischen Außenministerium (2013)

Prinzessin Bajrakitiyabha (thailändisch สมเด็จพระเจ้าลูกเธอ เจ้าฟ้าพัชรกิติยาภา นเรนทิราเทพยวดี กรมหลวงราชสาริณีสิริพัชร มหาวัชรราชธิดา, RTGS Somdet Phra Chao Luk Thoe Chao Fa Phatcharakittiyapha Narenthira Thepphayawadi Krommaluang Ratchasarinisiriphat Maha Watchararatchathida, Aussprache: [pʰátt͡ɕʰáʔráʔ kìttìʔyaːpʰaː]; * 7. Dezember 1978 in Bangkok) ist eine thailändische Adelige, Juristin und Diplomatin. Sie ist eine Tochter des thailändischen Königs Maha Vajiralongkorn (Rama X.) und seiner früheren Frau Prinzessin Soamsavali Kitiyakara. Bajrakitiyabha war von 2012 bis 2014 thailändische Botschafterin in Österreich, anschließend Staatsanwältin bei der Generalstaatsanwaltschaft.

## Leben
Bajrakitiyabha war das erste Enkelkind des damaligen Königs Bhumibol Adulyadej (Rama IX). Sie studierte bis 2000 Jura an der Thammasat-Universität und internationale Beziehungen an der Offenen Universität Sukhothai Thammathirat. Anschließend setzte sie ihr Studium in den Vereinigten Staaten an der Cornell Law School fort, wo sie 2002 als Master of Laws (LL.M.) abschloss und 2005 zum Doktor der Rechtswissenschaft (J.S.D.) promovierte.
Anschließend arbeitete sie in der thailändischen Vertretung bei den Vereinten Nationen (UNO) in New York. Danach kehrte sie nach Thailand zurück, wo sie verschiedene Stiftungen zu Resozialisierung von Strafgefangenen und Verbesserung von Haftbedingungen, speziell für Frauen, betreibt. 2006 begann sie als Staatsanwältin in Thailand zu arbeiten.
Im Dezember 2011 ging sie als Vorsitzende der UNO-Kommission für Verbrechensverhütung und Strafrechtspflege nach Wien. Am 4. September 2012 ernannte die thailändische Regierung sie zur Botschafterin in Österreich und ständige Vertreterin bei der UNO und den internationalen Organisationen in Wien. Sie trat diese Position Anfang 2013 an. Ab 12. April 2013 war sie zusätzlich in Slowenien und ab Oktober 2013 in der Slowakei akkreditiert.
Im Oktober 2014 kehrte sie nach Thailand zurück, um Staatsanwältin bei der Generalstaatsanwaltschaft zu werden, wo sie für die Provinz Nong Bua Lam Phu zuständig war. Infolge der Krönung ihres Vaters im Mai 2019 bekam sie den höchsten Prinzessinnenrang Chao Fa („himmlische Prinzessin“) verliehen. Am 28. Juli 2019 verlieh der König ihr zusätzlich den Titel Krommaluang und den neuen Namen Rajasarinisiribajra.
Am Abend des 14. Dezember 2022 erlitt die Prinzessin, während sie ihre Hunde trainierte, einen Kollaps. Sie wurde in ein nahe gelegenes Krankenhaus nordöstlich von Bangkok gebracht und von dort kurze Zeit später mit dem Hubschrauber nach Bangkok ausgeflogen. Aus dem Königshaus hieß es am Folgetag, dass eine Herzerkrankung die Ursache gewesen sei und dass sie sich in einem „einigermaßen stabilen Zustand“ befinde.
Zwischen dem 8. und 15. Januar 2023 traten 7813 Personen in Thailand in den zeitweiligen Mönchsstand ein, um für eine rasche Genesung der Prinzessin zu beten. Als Ursache des anhaltenden Komas wurde eine Entzündung des Herzens als Folge einer Mykoplasmainfektion angegeben.

## Auszeichnungen
- 7. Oktober 2014: Großes Goldenes Ehrenzeichen am Bande für Verdienste um die Republik Österreich